# Big Business (1929)
Big Business is een stomme film van Laurel en Hardy uit 1929. De film is opgenomen in de Amerikaanse National Film Registry.

## Verhaal
Laurel en Hardy zijn kerstbomenverkopers. Na een tijdje krijgen ze ruzie en de klant knipt een kerstboom in twee. Dit is het begin van een oorlog tussen de klant en de verkopers. De verkopers vernielen het huis van de klant en de klant vernielt de Ford Model T¦Ford T van Laurel en Hardy. De toekijkende menigte trekt ook de aandacht van een agent, die even later de ruzie stopt. Wanneer hij om de oorzaak vraagt begint iedereen te huilen, inclusief de agent en de menigte. De klant krijgt een sigaar, maar even later blijkt het een klapsigaar te zijn.

## Rolverdeling
| Acteur          | Personage    |
| --------------- | ------------ |
| Stan Laurel     | Stan         |
| Oliver Hardy    | Ollie        |
| James Finlayson | huiseigenaar |
| Tiny Sandford   | politieman   |
| Lyle Tayo       | klant        |
| Charlie Hall    | buurman      |

## Achtergrond
Producent Hal Roach vertelde later herhaaldelijk een anekdote over deze film. Hij kocht een leegstaand huis in Cheviot Hills van een studiomedewerker, dat in de film verwoest kon worden. Volgens hem beging de crew een vergissing en werd de film opgenomen in het huis ernaast. De bewoners waren toevallig op vakantie en kwamen de laatste dag van de opnames terug, en vonden hun huis terug als een ruïne. Stan Laurel ontkende overigens dat dit verhaal echt gebeurd was.